# Кожин, Пётр Павлович
Пётр Па́влович Ко́жин  (8 [20] апреля 1829, Российская империя — 8 [20] сентября 1890, Владимирская губерния) — русский дворянин из рода Кожиных,тайный советник (1881); владимирский губернский предводитель дворянства (1870—1885), гороховецкий уездный предводитель дворянства (1862—1870 и 1888—1890), почётный гражданин города Гороховца (1870).

## Биография
Родился 8 апреля 1829 года в семье Павла Сергеевича Кожина и назван Петром в честь дяди Петра Никитича Кожина. В 1847 году окончил Школу гвардейских подпрапорщиков и кавалерийских юнкеров.
С 1852 года адъютант при Санкт-Петербургском военном генерал-губернаторе генерале от инфантерии Дмитрии Ивановиче Шульгине. 14 февраля 1855 года был причислен с тем же званием к санкт-петербургскому военному генерал-губернатору генерал-адъютанту Павлу Николаевичу Игнатьеву.
31 августа 1861 года по прошению уволен в бессрочный отпуск, с отчислением от должности, с переводом в Таврический гренадерский полк.

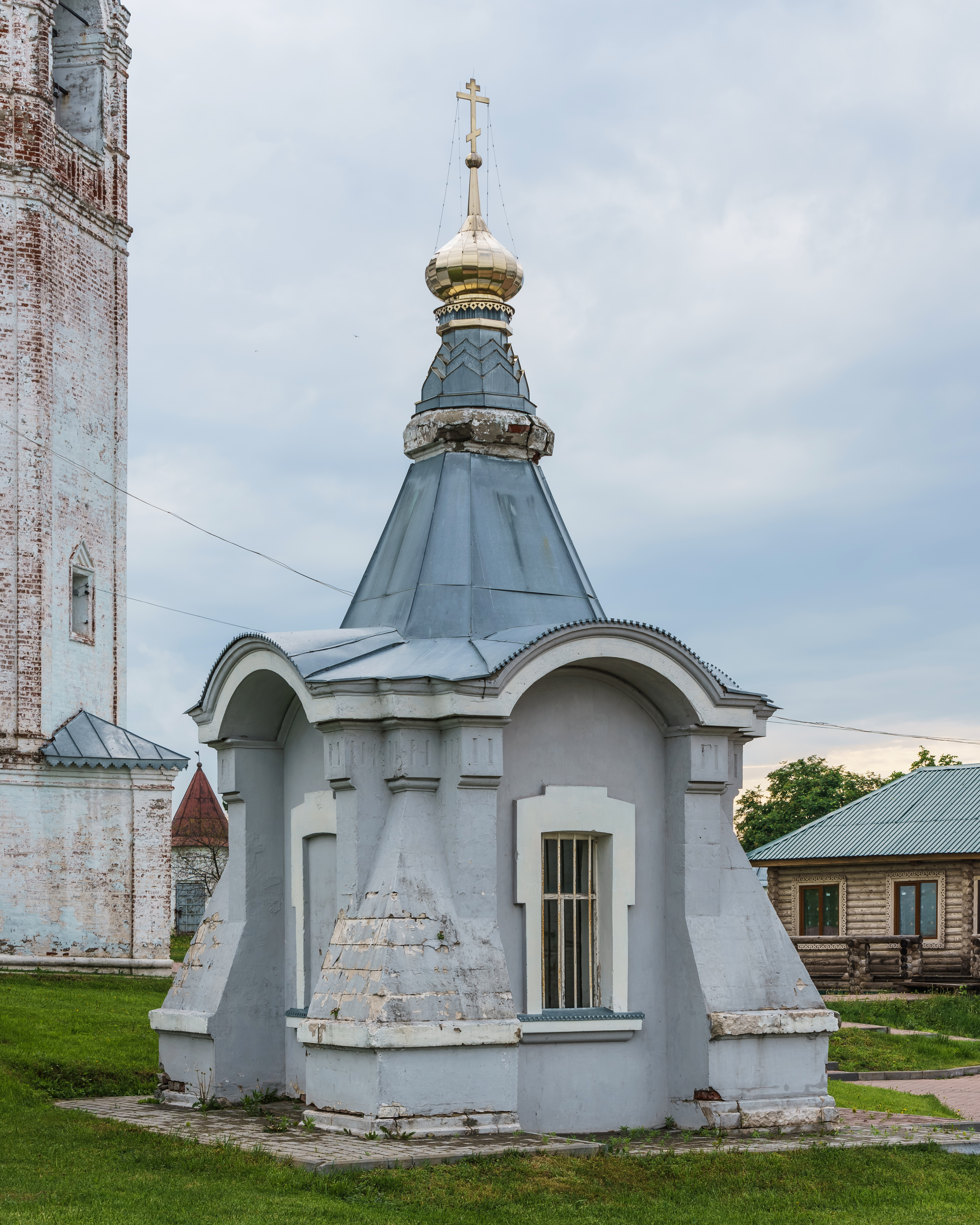
Часовня на могиле П. П. Кожина

В 1862 году был избран Гороховецким уездным предводителем дворянства (переизбирался также в 1869 году). Неоднократно избирался мировым судьей по Гороховецкому округу и председателем съезда мировых судей. В 1863 году впервые был избран членом Владимирского губернского присутствия по крестьянским делам. В 1870 году ему было присвоено звание почетного гражданина города Гороховца.
6 февраля 1870 года был избран Владимирским губернским предводителем дворянства, оставаясь в этой должности до 19 января 1885 года. 24 июля 1870 года был избран и утвержден в звании почётного попечителя Владимирской губернской мужской гимназии (1870—1872, 1879—1881, 1882—1884). 21 января 1875 году утверждён в звании попечителя Гришинского и Святского народных училищ Гороховецкого уезда.
Скончался 8 сентября 1890 года в возрасте 61 года. Был похоронен в склепе в Николаевском монастыре Гороховца, восточнее алтарной части Троице-Никольского собора. Над склепом Кожина находился мраморный памятник с надписью «Петру Павловичу Кожину благодарное дворянство Владимирской губернии».

## Чины
- Штабс-капитан (25.6.1854)
- Полковник (30.8.1861)
- Тайный советник (1881)

## Награды
- Медаль «За труды по устройству удельных крестьян» (1873)
- Орден Святого Владимира 3-й степени (1874)
- Орден Святого Станислава 1-й степени (1877)
- Орден Святой Анны 1-й степени (1881)

## Семья
- Жена — Елизавета Ивановна
- Дочь — Ольга (30 июня 1854 — ?) замужем (с 16.01.1874, Рязань) за действительным статским советником, камергером Николаем Петровичем Золотницким. Сын — Пётр (1874 — ?)
- Сын — Николай.